# Vetranio
Vetranio (volledige naam onbekend) (? - ca. 356), soms (schijnbaar incorrect) ook wel Vetriano genoemd, was een Romeins keizer in 350.
Vetranio kwam uit een gezin van lage stand uit Moesia en diende onder Constantijn de Grote. Hij was een goede soldaat, en schopte het onder Constans tot magister militum.
Na de opstand van Magnentius en de daaropvolgende moord op Constans op 18 januari 350 was de andere legitieme keizer van Rome, Constantius II te ver weg om iets tegen Magnentius te kunnen doen. Daarom besloot Constantia, een zus van Constans en Constantius, om aan Vetranio te vragen zich tot Caesar te benoemen en zo iets tegen Magnentius te ondernemen.
Vetranio, op dat moment in Illyricum, accepteerde en noemde zich al snel keizer (Augustus); of hij zich ooit Caesar noemde, en of Constantia dit ook precies gevraagd heeft is niet geheel duidelijk. Hoe het ook zij, Constantia stuurde haar broer, die zich in Edessa bevond, in de zoveelste veldtocht tegen de Perzen, een brief en legde de situatie uit. Constantius stuurde vervolgens Vetranio een diadeem en erkende hem als medekeizer. Ook stuurde hij Vetranio geld om Magnentius bezig te houden, en gaf hij hem formeel het bevel over een aantal legioenen in het Donaugebied.
In juni was er vervolgens de opstand van Nepotianus, een neef van Constantius, in Rome, maar deze werd binnen een maand door Magnentius neergeslagen.
Vetranio vroeg vaak om geld en troepen bij Constantius, en stuurde hem veel brieven waarin hij duidelijk maakte hoe loyaal hij was. Op een gegeven moment vond Vetranio dit alles niet meer soepel genoeg gaan en sloot een verbond met Magnentius. Samen stuurden ze een onderhandelingsmissie naar Constantius (die inmiddels in Thracië zat) om vrede aan te bieden en onderling wat huwelijken te sluiten. Constantius weigerde.
Constantius trok verder op en ontmoette Vetranio in Serdica. Samen gingen ze verder naar Naissus (het huidige Niš), waar ze op 25 december de verzamelde troepen toespraken vanaf een platform. Constantius wist de troepen met zijn speech te overtuigen hem loyaal te blijven en zette Vetranio vervolgens af. Vervolgens gingen ze samen een hapje eten. Constantius behandelde Vetranio met respect en gaf hem voor de rest van zijn leven een pensioen. Vetranio stierf ongeveer zes jaar later.